# 摩根士丹利基金
摩根士丹利基金管理（中国）有限公司，成立于2003年3月14日，原为巨田基金管理有限公司，是中国第一家证券公司深圳经济特区证券公司，后更名为巨田证券的子公司。2008年6月12日，公司进行工商注册登记变更；6月16日，开始股权受让，其中摩根士丹利受让中信国安35%和巨田证券5%的股权；华鑫证券受让巨田证券持有的30%股权，公司由此正式成为一家合资基金公司，并改为摩根士丹利华鑫基金管理有限公司。
2023年7月18日，摩根士丹利基金管理（中国）有限公司发布公告称，公司股权变更的交割手续已办理完毕，公司股权变更为摩根士丹利国际控股公司持股100%，认缴出资额2.5亿元，股权变更的工商变更登记手续已办理完毕。公司正式改名为摩根士丹利基金管理（中国）有限公司。